# Lahneck (Schiff, 1923)
Die 1923 in den Dienst gekommene dritte Lahneck der Deutschen Dampfschiffahrtsgesellschaft Hansa (DDG „Hansa“) war mit dem Schwesterschiff Stahleck der kleinste Frachtschiffsneubau der Reederei zwischen den Weltkriegen.
Die beiden bei der AG Weser gebauten kleinen Frachtschiffe waren für den Spanien-Portugal-Dienst bestimmt.
Die Lahneck lief 1939 wegen der bestehenden Kriegsgefahr Vigo an. Am 11. November 1939 verließ sie den spanischen Hafen und erreichte über Nordnorwegen am 16. Dezember 1939 Hamburg.
 Am 6. März 1942 wurde sie in einem Geleitzug vor Oksöy nahe Kristiansand vom Kompanieschiff Treuenfels gerammt und sank.

## Geschichte des Schiffes
Für ihren Spanien-Portugal-Dienst hatte die DDG „Hansa“ kurz vor dem Ersten Weltkrieg noch zwei Neubauten erhalten: das erste Motorschiff der Reederei, die Rolandseck (1912, 1663 BRT), sowie die ähnliche, dampfgetriebene zweite Lahneck (1914, 1775 BRT)
Den Namen Lahneck nach der Burg Lahneck nahe Koblenz hatte 1882 erstmals ein kleiner Dampfer für die Nord- und Ostsee-Fahrt erhalten. Das 1883 von Schichau abgelieferte 746 BRT große Schiff strandete am 23. Dezember 1894 bei Schiermonnikoog. Erst im folgenden Sommer abgebracht, wurde die erste Lahneck für reparaturunwürdig erklärt und in die Niederlande verkauft. Dort repariert sank das Schiff als norwegische Freidig am 24. Oktober 1918 nach Kollision in der Nordsee.

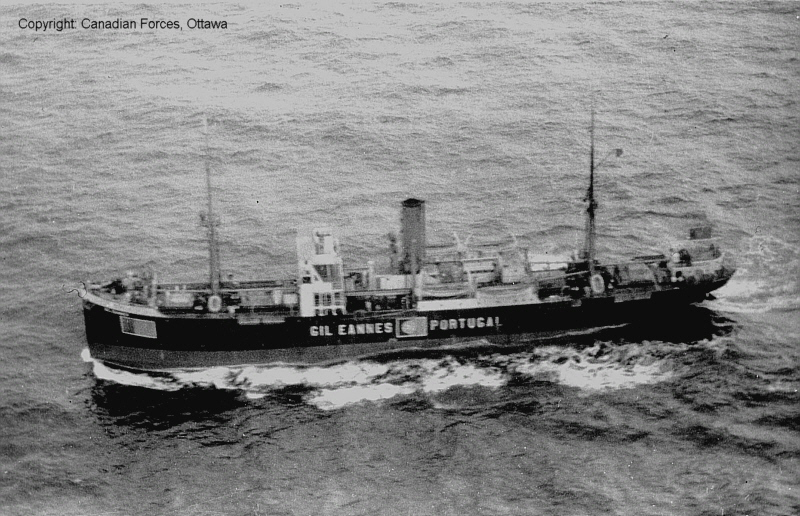
Die zweite Lahneck als Gil Eannes

Die vorgenannte zweite Lahneck suchte im August 1914 in Lissabon Zuflucht. Im Februar 1916 beschlagnahmt, kam sie als Gil Eannes unter portugiesischer Flagge in Dienst und wurde erst 1960 abgebrochen.

Die neue Lahneck von 1663 BRT war das Typschiff von zwei Neubauten für den wieder aufgenommenen Spanien-Portugal-Dienst der Reederei. Sie lief im Dezember 1922 vom Stapel und wurde am 13. Januar 1923 abgeliefert.
Das Schiff hatte, wie das Schwesterschiff, eine Länge von 77,16 m über alles, eine Breite von 11,05 m und einen Tiefgang von 5,37 m. Die von der Bauwerft gelieferte Drei-Zylinder-Dreifach-Expansionsmaschine von 1000 PS ermöglichte dem Schiff eine Geschwindigkeit von 10 Knoten (kn). Der Neubau hatte eine Tragfähigkeit von 2128 tdw und wurde mit einer Besatzung von 25 Mann betrieben. Es konnten bis zu sechs Fahrgäste mitgenommen werden.

### Einsatzgeschichte
Die beiden von der AG Weser gebauten Schiffe kamen 1923 in den Dienst der Bremer Reederei und wurden auf der schon im August 1919 mit der alten Soneck (1902, 1121 BRT) wieder eröffneten Linie nach Spanien und Portugal eingesetzt, die zusammen mit der Oldenburg-Portugiesischen DR (OPDR) betrieben wurde. Sie blieben in ihrem angestammten Fahrtgebiet bis zum Ausbruch des Zweiten Weltkriegs. Ab 1936 wurde dieser Dienst im Rahmen des II. Vierjahresplans des Dritten Reichs durch drei modernere Dampfschiffe verstärkt.
Als 1939 der Ausbruch des Zweiten Weltkriegs drohte, lief die Lahneck am 29. August 1939 den spanischen Hafen Vigo an, wo sie bis zum 11. November 1939 verblieb.

### Kriegseinsätze
Oberflächlich als sowjetischer Dampfer Dvina getarnt, versuchte die Lahneck ab dem 11. November 1939 nach Deutschland durchzubrechen. Gleichzeitig verließen die Cordoba der HSDG (1919, 4611 BRT) und die OPDR-Frachter Sebu (1921, 1894 BRT), Tanger (1923, 1742 BRT) und Palos (1923, 997 BRT) den spanischen Hafen. Unentdeckt erreichte die Lahneck am 4. Dezember das Nordkap, und setzte ihre Fahrt entlang der norwegischen Küste fort. Am 16. Dezember 1939 erreichte sie Hamburg. Auch den vier anderen Schiffen aus Vigo gelang der Durchbruch in die Heimat.
Das Schiff wurde dann als Frachter in Nord- und Ostsee und vor Norwegen eingesetzt. Am 6. März 1942 befand sich die Lahneck im Geleit von den Vorpostenboote V 802, V 803 und V 804 auf einer Reise von Hamburg nach Norwegen mit einer Ladung Steinsalz zusammen mit der Treuenfels (1928, 8457 BRT), Adele Traber (1930, 2575 BRT), Ingrid Traber (1927, 1873 BRT), Helga L. M. Russ (1926, 1709 BRT) sowie zwei schwedischen Dampfern vor Oksöy nahe Kristiansand. Bei Eisgang lief die ebenfalls der DDG „Hansa“ gehörende Treuenfels von achtern im Winkel von 45° in die Lahneck. Die Treuenfels übernahm die Besatzung der sinkenden Lahneck. Der Schlepper Jomsburg und das Vorpostenboot V 803 versuchten noch vergeblich die Lahneck abzuschleppen, die schon bald sank.

### Das SchwesterschiffStahleck

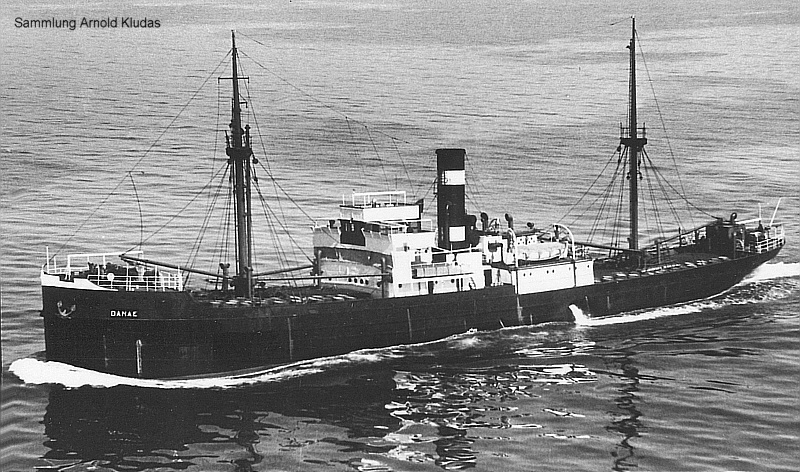
Stahleck (3) als Danae

Die Einsatzgeschichte der am 5. April 1923 in Dienst gekommenen Stahleck gleicht der des Schwesterschiffs. 1939 befand sich dieses Schiff in der Heimat und wurde bei Kriegsende leicht beschädigt in Kiel von den Briten beschlagnahmt. Es wurde im Winter 1945/46 beim Bremer Vulkan repariert und im August 1946 den Niederlanden übergeben. Anfangs als Aardenburg, ab 1946 als Danae befand sich das Schiff dann bis Oktober 1953 im Dienst der Koninklijke Nederlandsche Stoomboot Maatschappij N.V. Dann nach Griechenland verkauft, wurde die in Dschibuti aufliegende Danae 1963 an einen dortigen Reeder verkauft. 1965 sank das Schiff im flachen Wasser. Wieder gehoben wurde das Schiff ab Oktober 1965 in Massaua abgebrochen.

### Seeschiffe der DDG „Hansa“ unter 3000 BRT (1882–1939)
| Name                      | Bauwerft                       | BRT tdw   | Stapellauf in Dienst | weiteres Schicksal |
| Soneck (2)                | Wigham & Richardson BauNr. 388 | 1121 1643 | 25.2.1902 18.2.1902  | 72,40 m, im Weltkrieg Erz- und Kohlefahrt auf Nord- und Ostsee, zeitweise Kohlenschiff XVIII der Kaiserlichen Marine, 1919 einziges verbliebenes Seeschiff der DDG „Hansa“, 1932–35 Latona der DG Neptun, August 1936 an Kriegsmarine verkauft, Versuchsschiff Strahl, 2. Februar 1949 auf der Überführung nach Großbritannien gesunken                                                        |
| Trostburg (2)             | Nüscke & Co. BauNr. 245        | 1467 2400 | 08.1918 6.11.1919    | 81,12 m, im Weltkrieg für DG Argo im Bau, 1919 von DDG „Hansa“ gechartert, 1923 zurück an DG Argo / Fusion mit Roland-Linie, umbenannt in Pera, 1926 durch Fusion zum NDL, 30. Oktober 1926 an Messageries Maritimes verkauft, umbenannt in Le Myre de Vilers, ab 1928: Gouverneur Général Paul Doumer, ab 1938: Laos, am 11. Oktober 1942 im Golf von Tongking während eines Taifun gesunken: |
| Rolandseck (3) ex Florenz | Flensburg BauNr. 250           | 1826 2631 | 26.8.1905 13.12.1921 | 85,34 m, gebaut als Florenz für Sloman, 1920 ausgeliefert nach Großbritannien, 13. Dezember 1921 Ankauf durch DDG „Hansa“, Dezember 1932 an DG Neptun als Saturn verkauft, 1937 an Reederei Borchardt: Lucy Borchardt, 1938 mit der Reederei nach Großbritannien, 1939 Munitionslagerschiff, 1951 Abbruch                                                                                      |
| Lahneck (3)               | AG Weser BauNr. 337            | 1663 2128 | 12.1922 13.1.1923    | 77,16 m, 1939 Zuflucht in Vigo, ab 11. November 1939 Durchbruch in die Heimat über Nordkap (4.12.), am 16. Dezember 1939 in Hamburg, am 6. März 1942 vor Oksöy nahe Kristiansand nach Kollision mit der Treuenfels gesunken |
| Stahleck (3)              | AG Weser BauNr. 338            | 1663 2128 | 03.1923 5.4.1923     | 77,16 m, ab 1939 Nord- und Ostseefahrt, ab November 1945 beim Bremer Vulkan repariert, 1946 an die Niederlande: Aardenburg, 1946: Danae, 1953 nach Griechenland verkauft, 1963 Auflieger in Dschibuti, 1965 gesunken; gehoben und abgebrochen |
| Rolandseck (4)            | Oderwerke BauNr. 792           | 1845 2970 | 23.11.1936 8.2.1937  | 90,9 m, Dezember 1938 bis März 1939 nach Strandung Reparatur in Spanien, bei Kriegsbeginn in Vigo, ab 10. Oktober 1939 Durchbruch in die Heimat über Norwegen, am 1. November 1939 in Hamburg, am 12. März 1945 auf der Reise nach Aarhus beladen mit 417 Soldaten, 116 Pferden und weiterem Gerät von Maschinen der 58. Staffel (RAF) angegriffen, nach Bombentreffern nahe Skagen gesunken   |
| Soneck (3)                | Seebeck BauNr. 597             | 2191 3080 | 4.6.1938 16.7.1938   | 93,04 m, September 1939 in Padang, Mai 1940 von den niederländischen Behörden beschlagnahmt: Karsik, 1948 Umbau. 1950 gestrandet und repariert, 1963 Pearl of Victoria (Panama). 9. Juni 1967 im Roten Meer aufgelaufen, zerbrochen und abgebrochen |
| Schwaneck                 | Seebeck BauNr. 617             | 2194 2985 | 4.3.1939 1.6.1939    | 100,05 m, als Transporter für Seelöwe vorgesehen, am 17. November 1941 auf einer Reise von Norwegen nach Memel mit Schwefelkies in der Pommerschen Bucht nach Minentreffer gesunken. |